# Armies of Exigo
Armies of Exigo (укр. Армії Ексіго) — відеогра жанру стратегії в реальному часі, розроблена Black Hole Entertainment та видана Cinergi Interactive 30 листопада 2004 року для Windows.

## Ігровий процес

База і війська Імперії

### Основи
Гравець керує розвитком військової бази, де збирає ресурси, зводить споруди, наймає і вдосконалює війська, щоб знищити ворожі армії та бази. На початку гравець володіє міським центром, кількома робітниками й стартовим запасом ресурсів. Робітники можуть добувати ресурси, зносячи їх до міського центру, та будувати споруди. Існує три основних види ресурсів: золото (добувається в шахтах), дерево (добувається вирубкою лісу) та кристали (добуваються в шахтах). Кожен юніт — робітник чи боєць, вимагає певної кількість очок провіанту. Максимальний запас провіанту збільшується спорудами, різними для кожної ігрової фракції.
Війська поділяться на наземні та повітряні. Вони володіють параметрами запасу здоров'я, бронею та силою атаки. В свою чергу атаки бувають різних видів: ріжучі, колючі, вогняні тощо, і різні юніти по-різному вразливі до них. Знищуючи ворогів, бійці набирають досвід, стаючи ефективнішими. Юнітів можна об'єднувати в формації до 200 одиниць. При цьому вони самі оптимально розташовуються, виставляючи попереду бійців ближнього бою, а стрільців позаду.
Особливістю Armies of Exigo є підземелля, між котрими можна переміщувати війська та творити деякі закляття крізь поверхню. Через це у грі наявні дві міні-карти: поверхні та підземних просторів. На території завжди є принаймні два входи до підземель.

### Фракції
- Імперія (англ. Empire) — держава, що об'єднує людей, гномів, ельфів та союзних чарівних істот. Основу армії складають мечники, лучники та пікінери. Вони порівняно слабкі, але чисельні та з набором досвіду поширюють навколо аури, посилюючи союзників. Володіють магами, котрі атакують ворогів на відстані, та священиками, що лікують бійців. Від рівня розвитку головної будівлі — міського центру, залежить які інші будівлі, війська і вдосконалення будуть доступні. Будівельники після відповідного вдосконалення здатні будувати споруди разом і швидше, а також вміють ремонтувати споруди, витрачаючи на це трохи ресурсів. Імперія може поміщати війська в гарнізон міського центру чи оборонні вежі. За високого розвитку бази війська оволодівають потужною магією для атаки й захисту. Також отримують змогу перевозити юнітів повітрям та прокладати тунелі в підземелля у будь-якому місці.
- Звірі (англ. Beasts) — орда варварів — орків, гоблінів та інших чудовиськ, які віддають перевагу ближньому бою. Війська Звірів сильніші за імперські, проте будівлі вразливіші. Здатні перетворювати своїх робітників на воїнів. Будівлі Звірів не вдосконалюються, зате їх спорудження залежить тільки від наявності ресурсів. Також вони ремонтуються безкоштовно, проте з кожним ремонтом запас їх міцності зменшується. У них є найпотужніша оборонна споруда — тотем. За високого розвитку бази отримують потужні закляття та змогу тимчасово прикликати сильних демонів. Побудувавши Вівтар відродження, Звірі не втрачають досвідчених воїнів — ті відроджуються біля Вівтаря.
- Палі (англ. Fallen) — темні ельфи, що підкорили собі комахоподібних істот підземелля. Вклоняються так званим Вічним, які являють собою мислячі кристали. Їхні споруди поєднують камінну кладку з органікою та зводяться лише на оскверненій території, поширюваній спеціальними будівлями. Вони порівняно вразливі та не можуть ремонтуватися, натомість, як і війська на оскверненій території, з часом лікуються. Робітники Палих поділяються на збирачів ресурсів і будівельників. Збирачі при цьому найефективніші з-поміж усіх фракцій та можуть хапати й переносити ворогів, а будівельники лише вказують місце прибуття споруди зі своїх вимірів і далі процес триває автоматично. У Палих найширший набір споруд і багато вдосконалень військ. Досвід у бійців одного типу спільний, тому на пізніх етапах нові воїни наймаються вже досвідченими. В той же час він залежить від споруди «Пастка душ» і щойно її зруйновано, весь досвід зникає.

## Сюжет
Події відбуваються в фентезійному світі Ексіго. В давнину істоти Палі, котрі захопили вже багато світів, намагалися проникнути в Ексіго крізь камінь «Серце Безодні». Маг Руаннон зупинив їхнє вторгнення, ув'язнив двох лідерів Батьків Палих силою магічних печаток і звів навколо каменя Обсидіанову вежу. Проте кожні 500 років магія слабне і спеціальним ритуалом над «Серцем Безодні» можна відновити завоювання Ексіго.
Кампанія Імперії. 70 років Імперія жила в мирі, але тепер рада магів обговорює загрозу вторгнення орди Звірів. Капітан військ доповідає про напад на каравани і лорд Керан Кессертін наказує відрядити туди загін попри застереження, що це розпалить війну. Загін розбиває війська Звірів та повертається з перемогою. Глава ради магів Алрік до Рей вирушає з армією Дунегейма Беллангера на оборону кордонів. Він прикликає на допомогу ельфу леді Тієрну, але сам опиняється в полоні бунтівного лорда Венгарата. Дунегейм і Тієрна, заручившись підтримкою гномів, розбивають місцеві ворожі сили, після чого зустрічають інквізитора Беллога. Коли Керана звільняють, Алрік підозрює, що це був обман і той насправді у змові з Венгаратом. Він допитує Керана в раді магів і той набуває своєї справжньої подоби чудовиська, після чого телепортується геть. Всі разом союзники здійснюють напад на форпост Звірів, чим відвертають вторгнення в Імперію. Дунегайм переконаний, що це остаточна перемога, та Алрік вважає, що Звірі ще повернуться аби помститися.
Кампанія Палих. Керан Кессертін прибуває в печери, де засіли вцілілі Палі та збирає трьох їхніх королев, щоб створити армію. Четверту королеву захопили темні ельфи лорда Шайтона, проте Керан повертає її завдяки допомозі принцеси темних ельфів Доміни. Принцеса очолює вилазку на поверхню, де розшукує привид мага Руаннона, що повідомляє розташування трьох печаток, які необхідно зняти для продовження завоювання світу. Керан вирушає на пошуки першої печатки в землях Імперії. Аларік наздоганяє його і намагається затримати, але той тікає завдяки чаклунству і ламає першу печатку. За це володар Палих, Темний Сплячий, дарує Керан силу, перетворивши його на Аватара Темряви. Той вирушає в землі Звірів за рештою печаток. Алрік розповідає магам про загрозу Палих, але йому не вірять. Тим часом Керан і Доміна розбивають другу печатку і наближаються до третьої. Керан врешті розбиває і третю печатку, що звільняє двох Батьків Палих. Вони починають підготовку ритуалу відкриття порталу до свого виміру з допомогою «Серця Безодні», щоб привести звідти величезну армію.
Кампанія Звірів. Вождь Звірів на ім'я Тірон збирає всі племена для повторної атаки на Імперію. Його син Драгга спершу слухається батька та змушує три повсталих племені орків стати на його бік. Після цього Тірон доручає йому вирізати ці племена, щоб це послугувало прикладом що стається за непослух Тірону. Драгга вважає це нерозумним, але слухається. Він зустрічає армію інквізитора Беллога, котрий протистоїть Звірам, але програє і тікає. Драгга повертається до батька, сподіваючись на визнання, але той лише дає чергове завдання визволити ящерів. Об'єднавшись з їхнім ватажком Ссітом, Драгга атакує імперців та стикається з Палими. Він розповідає про цих істот батькові, але той не вірить в реальність небезпеки. Тірон розбиває армію Беллога і вбиває інквізитора. Драгга, просуваючись вглиб Імперії, бачить завдані Палими руйнування і ледве долає їх. Алрік зустрічає Драггу та пропонує об'єднати сили для протистояння Палим. Той погоджується, але Тірон, одержимий думкою, що його спрямовують духи предків, відрікається від сина. Ссіт стає на бік Драгги і вони допомагають Алріку в боротьбі проти Палих. Ссіт приводить війська в печери, де пробуджує могутню драконицю Тіаморг. Вона допомагає пробитися до захопленої Палими столиці Імперії, де Тірон опинився в пастці. Тірон гине, тож Драгга стає новим вождем. Об'єднані армії Звірів та Імперії досягають Обсидіанової вежі та вбивають Венгарата, що охороняв її. Алрік і Драгга намагаються завадити ритуалу Палих. Керан атакує Алріка, котрий звільняє Драггу від магічних пут і той розбиває «Серце Безодні», назавжди відрізавши Палим прохід до цього світу.

## Оцінки й відгуки
Armies of Exigo зібрала посередні оцінки, отримавши на агрегаторі Metacritic середню оцінку 69 балів зі 100. Неодноразово зауважувалися неоригінальність її геймплею і дизайну, вторинність сюжету, затягнутість місій.
IGN вказали на паралелі між Armies of Exigo та Starcraft, утім визнали, що фракції гри добре збалансовані та схвально відгукнулися про графіку й озвучення. Кат-сцени описувалися як виконані на рівні з іграми Blizzard.
GameSpot зауважили високоякісну графіку та тривалу, наповнену деталями кампанію. Проте було розкритиковано повторюваність геймплею, незручне керування юнітами, двошаровість карт, що швидше відволікає, ніж збагачує стратегію, і проблеми з пошуком опонентів для багатокористувацької гри.
Згідно Eurogamer, Armies of Exigo намагається бути схожою на гігантів свого жанру, проте не досягає їхньої планки якості: «Armies of Exigo — це атака клонів; все в цій грі не дотягує до будь-чого з інших популярних RTS останніх кількох років».